# 似鈍吻真鯊
似鈍吻真鲨，为軟骨魚綱板鰓亞綱真鯊目真鲨科的其中一種，被IUCN列為易危保育類動物。由澳洲魚類學家吉爾伯特·珀西·惠特利 (Gilbert Percy Whitley) 在1934年昆士蘭博物館回憶錄中敘述一條從昆士蘭鮑林格林海角捕獲的一條60公分長的未成熟雌性鯊魚，將這尾鯊魚命名為 Gillisqualus amblyrhynchoides，後來的作者將 Gillisqualus與Carcharhinus同義。

## 分布
本魚分布魚印度西太平洋區，包括東非、葉門、馬爾地夫、斯里蘭卡、印度、孟加拉、可可群島、臺灣、菲律賓、馬來西亞、泰國、印尼、柬埔寨、越南、中國、香港、澳洲海域。

## 特徵
本魚體壯碩，屬中型鯊魚，吻長，吻端寬圓。前鼻瓣呈三角形，眼睛相當大且呈圓形，並具有瞬膜。嘴角有短而模糊的皺紋，上齒列 31-33列，下齒列29-33列，上頷齒具鋸齒緣，下頷齒直立且具鋸齒邊緣。胸鰭窄如鉤狀，背鰭兩枚，第一背鰭呈鉤狀。體背灰色，腹部白色，從腹鰭到第一背鰭的側邊上具有一個顯著的白色條紋，胸部、背部、腹鰭與尾鰭的腹面葉黑色，體長可達161公分。

## 生態
本魚棲息於大陸棚、島嶼邊緣或近海沿岸區，屬肉食性，主要以魚類、甲殼類與頭足類為食，卵胎生，在澳洲北部海域，雄魚和雌魚可能每年二月交配，雌魚通常一次生三位幼魚，但也有報告稱雌性可孕育多達9隻幼魚。

## 經濟利用
食用魚，魚肉可製成沙魚煙，魚肝可製成魚油。